# ГЕС Hinds Lake
ГЕС Hinds Lake — гідроелектростанція на канадському острові Ньюфаундленд. Знаходячись перед ГЕС Дір-Лейк, становить верхній ступінь каскаду у сточищі річки Хамбер, яка впадає до затоки Святого Лаврентія на західному узбережжі острова.
Забір води для роботи станції організували з озера Hinds Lake, яке через Hinds Brook дренується до озера Гранд-Лейк (в свою чергу через Junction Brook має стік ліворуч до Хамбер). Для цього на витоку Hinds Brook звели греблю висотою 24 метри, що створює підпір у водоймі з площею поверхні 52,5 км2, перетворюючи її на водосховище об'ємом 275 млн м3. Від греблі по правобережжю прямує підвідний канал завдовжки 6 км, який переходить у напірний водоводів довжиною біля 1,4 км. Останній спускається по схилу плато Buchan до машинного залу, розташованого неподалік західного берегу озера Гранд-Лейк.
Основне обладнання станції складається з однієї турбіни типу Френсіс потужністю 75 МВт, яка використовує чистий напір у 214 метри та забезпечує виробництво 340 млн кВт-год електроенергії на рік.